# Kościół Świętej Trójcy w Dobrzycy
Kościół Świętej Trójcy w Dobrzycy – neogotycki, zabytkowy kościół parafialny w Dobrzycy, w województwie zachodniopomorskim.

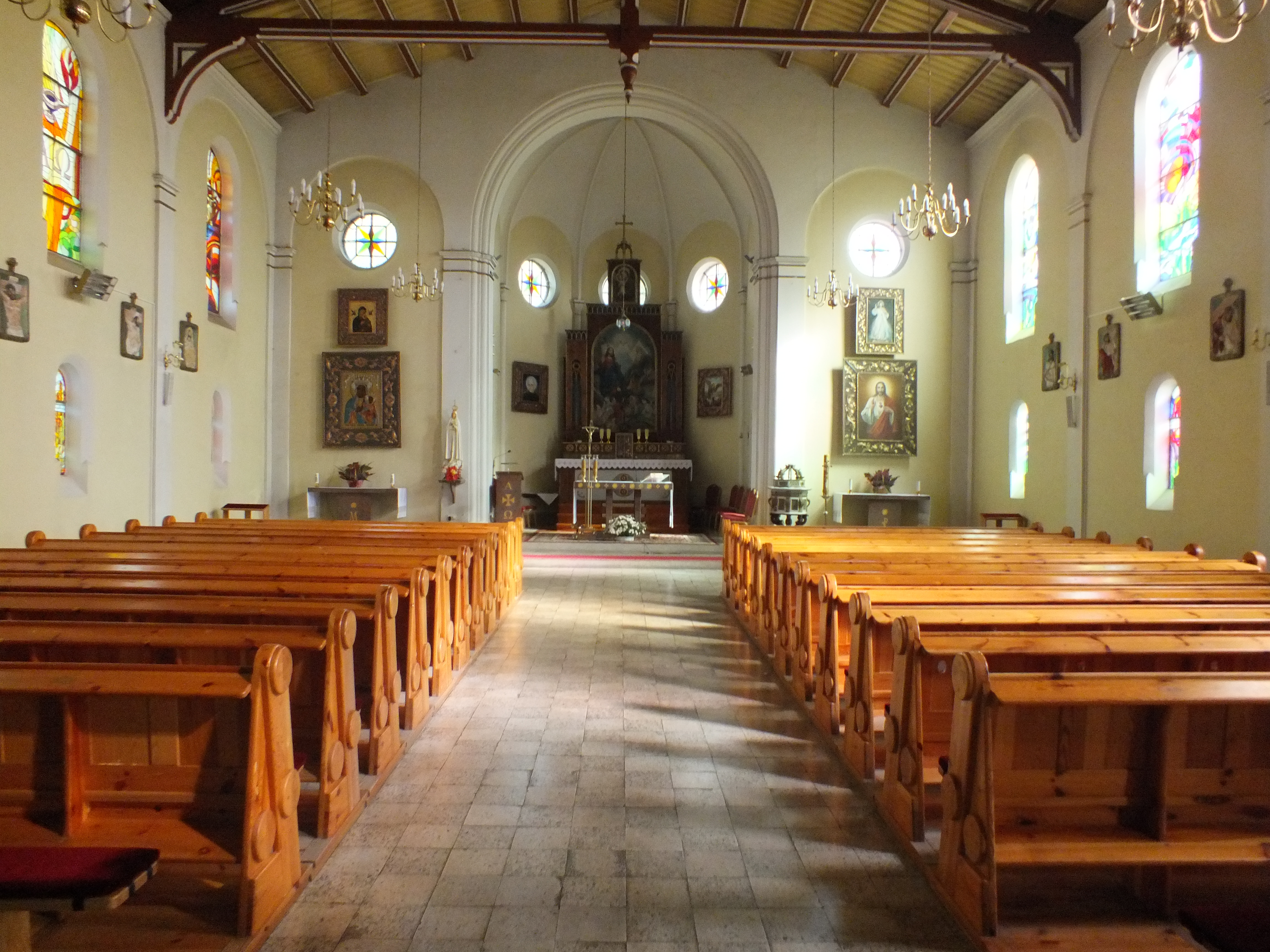
Wnętrze kościoła

## Historia
Nie jest znana data początku stawiania budowli, wiadomo jedynie, że budowa ukończona została w roku 1867, a zawieszony w niej dzwon pochodzi z wcześniejszej świątyni i został odlany w 1661. Do zakończenia II wojny światowej była to świątynia protestancka, od poświęcenia kościoła 1 stycznia 1946 roku jest to kościół katolicki. Świątynię erygowano 1 czerwca 1951 roku. 31 grudnia 1998 roku budowla została wpisana do rejestru zabytków. Posiada dekoracyjny schodkowy szczyt wschodni, pięciobocznie zamknięte prezbiterium i smukłą wieżę zakończoną ceglanym stożkiem i narożnymi sterczynami.